# 連環 (松本清張)
『連環』（れんかん）は、松本清張の長編小説。雑誌『日本』に連載され（1961年1月号 - 1962年10月号、連載中の挿絵は杉全直）、1962年11月に講談社から刊行された。 印刷屋勤務から出版社社長となった男の、野心と欲望の顛末を描く、長編ピカレスク・サスペンス。
1983年にテレビドラマ化されている。

## あらすじ
東京から都落ちし、地方の印刷屋に勤めた笹井誠一は、東京に戻るべく、ひそかに陰謀をめぐらす。計画実行の手段として、笹井は主人の妻・滋子を籠絡し、さらに愛人の藤子をも誘惑する。
首尾よく東京に復帰した笹井は、滋子の金を使い神田に出版社を設立、猥褻本の地下出版で儲けに出る。しかし、滋子が無一文になったと知るや否や、笹井は第二の殺人に乗り出す。野心と欲望のままに突っ走る笹井を取り巻く運命の連環とは？

## 主な登場人物
- 原作における設定を記述。

笹井誠一
大学を卒業して3年後、会社を首になり、地方の印刷屋にすべり込んだが、東京に戻るため、ひそかに野心を抱く。
下島滋子
下島豊太郎の妻。ぼんやりした性格。
下島豊太郎
印刷屋「南栄堂」の主人。
下島一郎
滋子の息子。5歳。身体に比べ、顔が不釣合いに大きい。
上田藤子
下島豊太郎の愛人。
和久田稔
東京で笹井と同じアパートに住む、高級な雰囲気の男。
笠山常夫
南栄堂の職長。学歴は低いが、カンは鋭い。
宇都宮早苗
笹井の設立した出版社に、事務員として採用された若い女性。

## エピソード
- 単行本刊行の翌年『宝石』に掲載された創作ノートで、著者は以下のように述べている。「僕は印刷屋にいましたからね。あそこに書かれているような子どもに近いのを知っているわけだ。それから、あそこに書かれているような印刷屋の主人と、その二号さんの関係も知っている。そこからの発想が最初でね」「これはエロ出版が入っているが、これも調べましたね。だからあそこに書かれている原価計算は大体みんな合っているはずです」[1]

## テレビドラマ
「松本清張の連環」のタイトルで（サブタイトルは「偽装心中をあばく女」）、1983年6月4日、テレビ朝日系列の「土曜ワイド劇場」枠（21:02-22:51）にて放映。視聴率20.7％（ビデオリサーチ調べ、関東地区）。
原作を裏返しにし、原作ではラストに判明する真相を、最初から明かした上で展開するストーリーとなっている。
キャスト
- 宇都宮早苗：片平なぎさ
- 和久田稔：谷隼人
- 下島豊太郎：織本順吉
- 岡村幸子：中川加奈
- 上田藤子：賀田裕子
- 笠山常夫：なべおさみ
- 下島一郎：黒川恭佑
- 下島滋子：ちあきなおみ
- 笹井誠一：森本レオ
- 南原宏治、大木史郎、飯野けいと、山根久幸、吉田良全、山岡八高、竹下江理子、高瀬将嗣、加茂正、沖秀一、後藤明、野咲めぐみ、久保亜美、田口まゆみ、大橋愛

スタッフ
- 脚本：吉田剛
- 監督：齋藤武市
- 音楽：山本直純
- 撮影：荒野諒一
- 美術：大橋豊一
- 助監督：谷口正行
- 方言指導：桂玲子
- 衣裳：松竹衣裳
- 現像：東洋現像所
- 協力：株式会社ヨシブン、元湯玉川館、東京湾フェリー
- プロデュース：木村幹（テレビ朝日）、佐々木孟（松竹）
- 企画：霧プロダクション
- 制作：テレビ朝日、松竹

| テレビ朝日系列 土曜ワイド劇場      | テレビ朝日系列 土曜ワイド劇場 | テレビ朝日系列 土曜ワイド劇場                        |
| 前番組                             | 番組名                        | 次番組                                               |
| ---------------------------------- | ----------------------------- | ---------------------------------------------------- |
| 女弁護士 朝吹里矢子7 （1983.5.28） | 松本清張の連環 （1983.6.4）   | 誰もが信じられない! （原作：笹沢左保） （1983.6.11） |